# André Dupont
André Dupont, född 27 juli 1949, är en kanadensisk före detta ishockeytränare och professionell ishockeyspelare som tillbringade 13 säsonger i den nordamerikanska ishockeyligan National Hockey League (NHL), där han spelade för ishockeyorganisationerna New York Rangers, St. Louis Blues, Philadelphia Flyers och Quebec Nordiques. Han producerade 244 poäng (59 mål och 185 assists) samt drog på sig 1 986 utvisningsminuter på 800 grundspelsmatcher. Dupont spelade också på lägre nivåer för Providence Reds i American Hockey League (AHL), Omaha Knights i Central Hockey League (CHL) och Canadien junior de Montréal i Ontario Hockey Association (OHA).
Dupont vann två raka Stanley Cup med Philadelphia Flyers för säsongerna 1973-1974 och 1974-1975.
Efter spelarkarriären tränade han Draveurs de Trois-Rivières i Ligue de hockey junior majeur du Québec (LHJMQ) mellan 1983 och 1986, var talangscout för Ottawa Senators i NHL mellan 1991 och 1993 och NHLPA-certifierad spelaragent.

## Statistik

### Spelare
| 1965–1966  | Reds de Trois-Rivières      | LHJQ       | 5                         | 2                         | 0                         | 2                         | 11                        | —   | —  | —  | —  | —   |
| 1966–1967  | Leafs de Trois-Rivières     | LHJQ       | 45                        | 5                         | 24                        | 29                        | 310                       | 14  | 2  | 7  | 9  | 52  |
| 1967–1968  | Leafs de Trois-Rivières     | LHJQ       | Statistik ej tillgänglig. | Statistik ej tillgänglig. | Statistik ej tillgänglig. | Statistik ej tillgänglig. | Statistik ej tillgänglig. | 4   | 0  | 7  | 7  | 10  |
| 1968–1969  | Canadien junior de Montréal | OHA        | 38                        | 2                         | 14                        | 16                        | 212                       | 14  | 2  | 8  | 10 | 76  |
| 1969–1970  | Omaha Knights               | CHL        | 64                        | 11                        | 26                        | 37                        | 258                       | 12  | 1  | 8  | 9  | 75  |
| 1970–1971  | New York Rangers            | NHL        | 7                         | 1                         | 2                         | 3                         | 21                        | —   | —  | —  | —  | —   |
|            | Omaha Knights               | CHL        | 54                        | 15                        | 31                        | 46                        | 308                       | 11  | 0  | 7  | 7  | 45  |
| 1971–1972  | St. Louis Blues             | NHL        | 60                        | 3                         | 10                        | 13                        | 147                       | 11  | 1  | 0  | 1  | 20  |
|            | Providence Reds             | AHL        | 18                        | 1                         | 8                         | 9                         | 95                        | —   | —  | —  | —  | —   |
| 1972–1973  | St. Louis Blues             | NHL        | 25                        | 1                         | 6                         | 7                         | 51                        | —   | —  | —  | —  | —   |
|            | Philadelphia Flyers         | NHL        | 46                        | 3                         | 20                        | 23                        | 164                       | 11  | 1  | 2  | 3  | 29  |
| 1973–1974  | Philadelphia Flyers         | NHL        | 75                        | 3                         | 20                        | 23                        | 216                       | 16  | 4  | 3  | 7  | 67  |
| 1974–1975  | Philadelphia Flyers         | NHL        | 80                        | 11                        | 21                        | 32                        | 276                       | 17  | 3  | 2  | 5  | 49  |
| 1975–1976  | Philadelphia Flyers         | NHL        | 75                        | 9                         | 27                        | 36                        | 214                       | 15  | 2  | 2  | 4  | 46  |
| 1976–1977  | Philadelphia Flyers         | NHL        | 59                        | 10                        | 19                        | 29                        | 168                       | 10  | 1  | 1  | 2  | 35  |
| 1977–1978  | Philadelphia Flyers         | NHL        | 69                        | 2                         | 12                        | 14                        | 225                       | 12  | 2  | 1  | 3  | 13  |
| 1978–1979  | Philadelphia Flyers         | NHL        | 77                        | 3                         | 9                         | 12                        | 135                       | 8   | 0  | 0  | 0  | 17  |
| 1979–1980  | Philadelphia Flyers         | NHL        | 58                        | 1                         | 7                         | 8                         | 107                       | 19  | 0  | 4  | 4  | 50  |
| 1980–1981  | Quebec Nordiques            | NHL        | 63                        | 5                         | 8                         | 13                        | 93                        | 1   | 0  | 0  | 0  | 0   |
| 1981–1982  | Quebec Nordiques            | NHL        | 60                        | 4                         | 12                        | 16                        | 100                       | 16  | 0  | 3  | 3  | 18  |
| 1982–1983  | Quebec Nordiques            | NHL        | 46                        | 3                         | 12                        | 15                        | 69                        | 4   | 0  | 0  | 0  | 8   |
| NHL totalt | NHL totalt                  | NHL totalt | 800                       | 59                        | 185                       | 244                       | 1986                      | 140 | 14 | 18 | 32 | 352 |
| CHL totalt | CHL totalt                  | CHL totalt | 118                       | 26                        | 57                        | 83                        | 566                       | 23  | 1  | 15 | 16 | 120 |

### Tränare
| År        | Lag                        | Liga   | Grundserie | Grundserie | Grundserie | Grundserie | Grundserie        | Grundserie | Grundserie           | Slutspel                   |  |
| År        | Lag                        | Liga   | Matcher    | Vinster    | Förluster  | Oavgjorda  | Övertidsförluster | Poäng      | Placering            | Resultat                   |  |
| --------- | -------------------------- | ------ | ---------- | ---------- | ---------- | ---------- | ----------------- | ---------- | -------------------- | -------------------------- |  |
| 1983–1984 | Draveurs de Trois-Rivières | LHJMQ  | 70         | 23         | 45         | 2          | —                 | 48         | 5:a i Division Dilio | Missade slutspel.          |  |
| 1984–1985 | Draveurs de Trois-Rivières | LHJMQ  | 68         | 32         | 30         | 1          | 5                 | 70         | 4:a i Division Dilio | Förlorade i kvartsfinalen. |  |
| 1985–1986 | Draveurs de Trois-Rivières | LHJMQ  | 72         | 36         | 34         | 4          | —                 | 72         | 2:a i Division Dilio | Förlorade i kvartsfinalen. |  |
| Totalt    | Totalt                     | Totalt | 210        | 91         | 109        | 7          | 5                 | 190        |                      |                            |  |